# The Kid (film 2019)
The Kid è un film del 2019 diretto da Vincent D'Onofrio.
La pellicola narra le vicende di Pat Garrett e Billy the Kid, interpretati rispettivamente da Ethan Hawke e Dane DeHaan.

## Trama
Rio è un ragazzo che si ritrova ad essere in contatto con il fuorilegge Billy the Kid; ne subisce il fascino e lo considera un eroe. Per cercare di convincerlo a ritrovare la sorella, rapita dallo zio, Rio lo aiuta a liberarsi e a fuggire. Tuttavia ben presto scoprirà che le sue idee romantiche sul fuorilegge sono false e capirà che il vero eroe è lo sceriffo Pat Garrett.

## Produzione
Le riprese del film iniziano nell'ottobre 2017 nella contea di Santa Fe.

## Promozione
Il primo trailer del film viene diffuso il 21 febbraio 2019.

## Distribuzione
Il film è stato distribuito nelle sale cinematografiche statunitensi a partire dall'8 marzo 2019 mentre in Italia è arrivato direct to video.